# Rizar

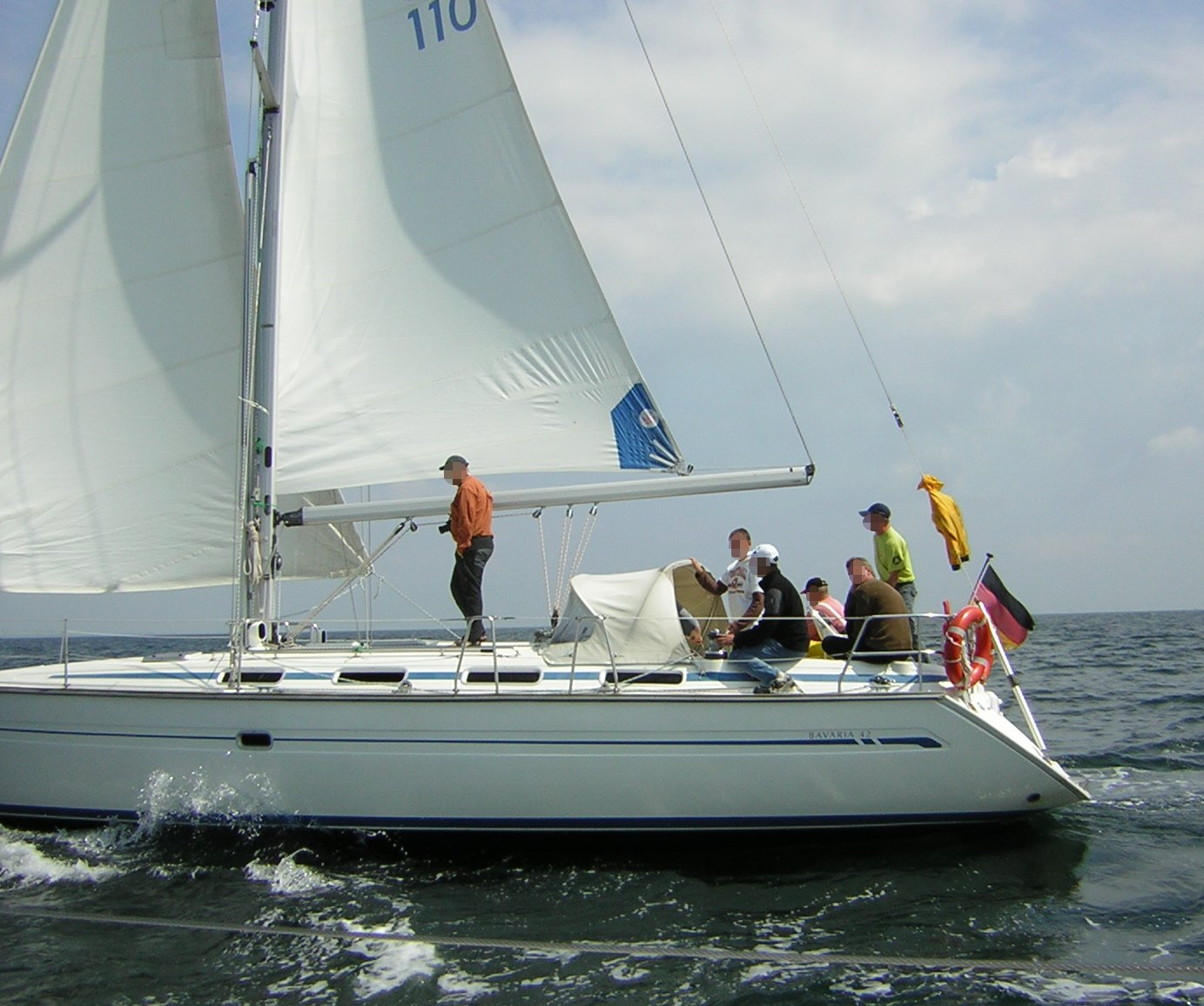
Vela mayor parcialmente rizada dentro del palo, como se riza modernamente

Rizar  es una maniobra que sirve para reducir la superficie de una vela, generalmente plegando o haciendo girar un borde de la vela sobre sí misma y conectando la parte no utilizada a la antena, la botavara o la verga, como medida principal de precaución para preservar la estabilidad de un barco de vela con fuertes vientos. La restauración del área de vela completa se llama desrizar. Modernamente la acción de rizar se puede llevar a cabo ya sea con un mecanismo giratorio haciendo girar la vela alrededor de su caída de proa, o enrollándola dentro de la botavara.

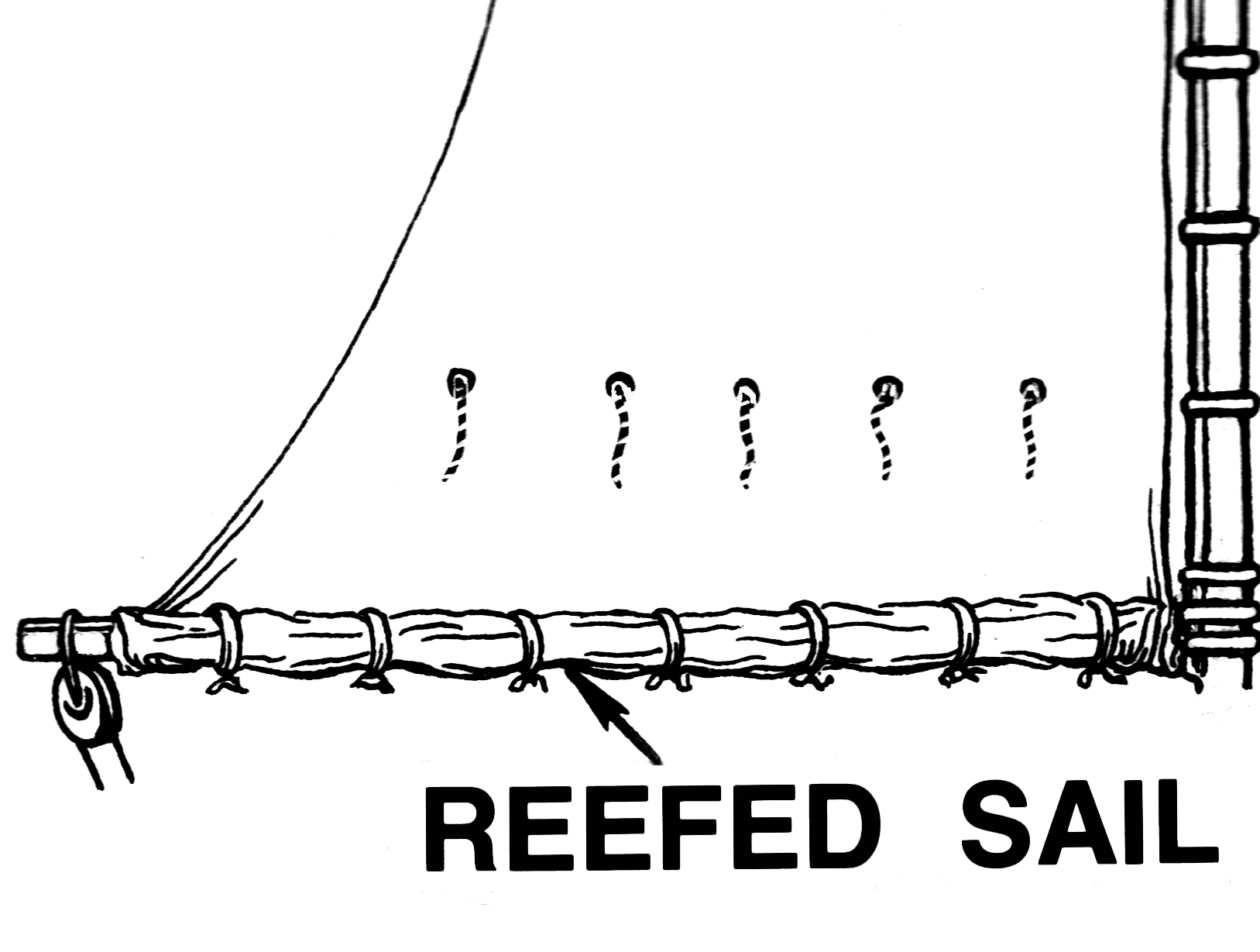
Vela rizada

Mientras que los barcos aparejo proa-popa almacenan la parte no utilizada de la vela mayor en la botavara, en la parte baja de la vela o algunos modernos dentro del palo, los barcos de aparejo cuadrado o de vela latina almacenan la parte no utilizada sobre la antena o sobre una verga, en lo alto de la vela.

## Aparejo proa-popa

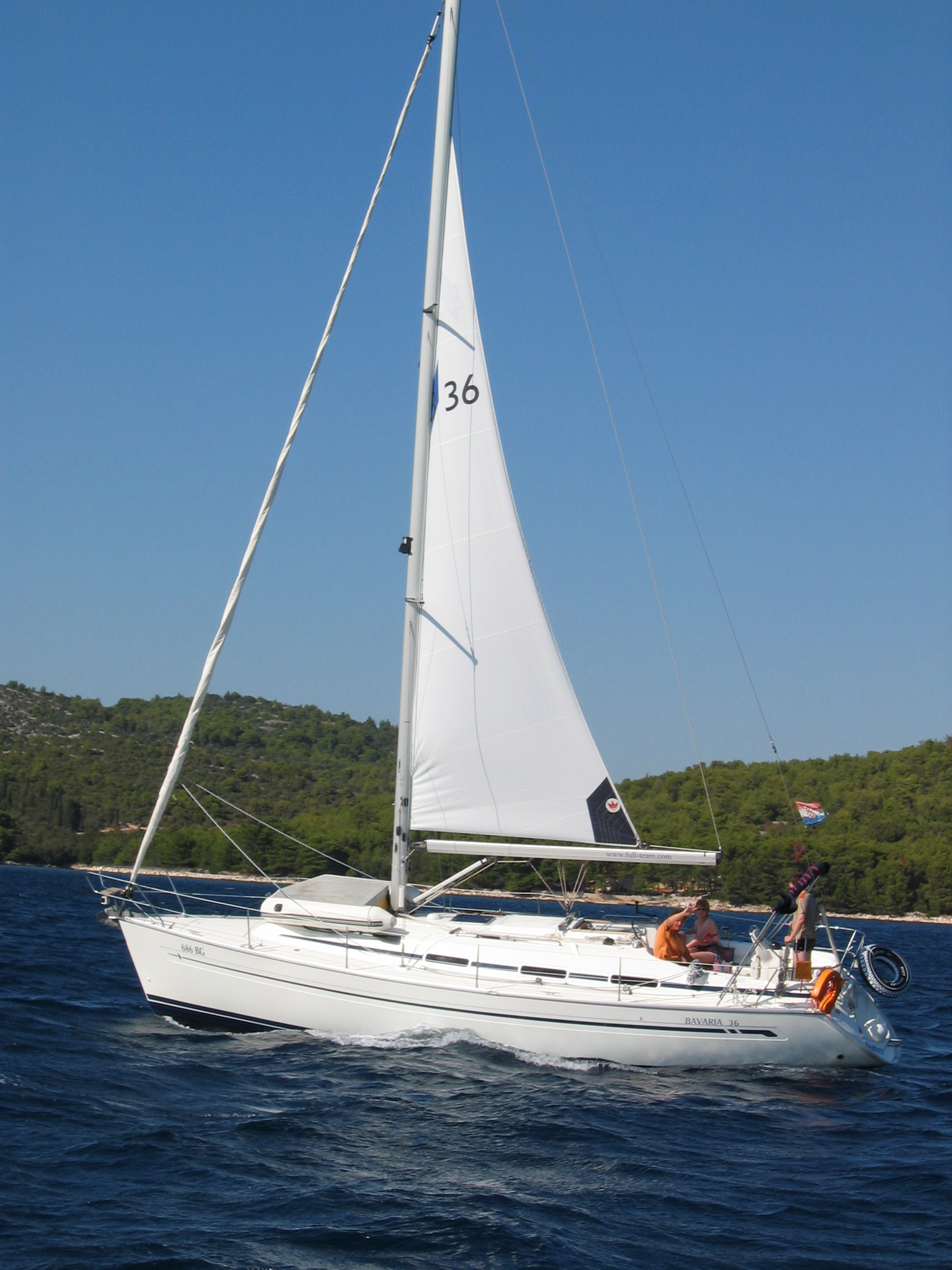
El génova enrollado completamente alrededor del estay, y la vela mayor parcialmente rizada dentro del palo en una balandra Bavaria 36.

En una vela mayor, se pueden instalar en la vela, parejas de ojetes, para poder atar la parte rizada con cordeles; un barco de crucero normalmente tiene dos o tres tiras de pares de ojetes . Estirando estos puntos hacia abajo hasta la botavara, se forma un nuevo plegamiento, reduciendo el área de la vela, y aún pueden tener incorporados más puntos de fijación alternativos que permiten reducir su área.
El uso del par de ojetes, más cercanos a la botavara se llama primer rizo, utilizar el par siguiente se llama segundo rizo, y así sucesivamente. Una vela puede tener puntos de rizado, agujeros con ojetes en la vela entre las bandas de rizado. Se utilizan con cordeles de rizar para asegurar el exceso de lona después de rizar y mejorar la visibilidad desde la cabina.

### Banda de rizado rápido
La banda de rizado rápido, permite el establecimiento rápido de amura y un puño de escota, bajando la driza parcialmente y después cazándola. Una o dos bandas de rizado que pasan por el grátil de la vela y el puño de escota permiten tensar la vela estirando estos puntos fuertes en la botavara. Estos se puntos llevar de vuelta a la cabina para permitir a los miembros de la tripulación rizar sin subir a la cubierta cuando hace mal tiempo. No es necesario utilizar ojetes de rizar intermedios.

### Enrollador
El rodillo de rizar enrolla la vela alrededor del estay, de la guía de estay o de la botavara para reducir la superficie de vela expuesta al viento. En los sistemas de enrollamiento de vela mayor, la vela se enrolla alrededor de la botavara mediante un mecanismo en el puño de amura o bien unos engranajes dentro de la botavara lo enrollan en torno a un eje giratorio. Los sistemas de enrollamiento controlados con cuerdas conducidas hacia la cabina permiten rizar sin que la tripulación deba ir a cubierta con mal tiempo. el rizado de rodillo también permite un área de vela continuamente variable que no permiten el rizado convencional o el rizado rápido. Como contrapunto a estas ventajas surge el hecho de que la vela enrollada posiblemente no tenga una forma aerodinámica óptima, y la reparación o sustitución de la vela sea más difícil. Las velas mayores enrolladas en el mástil no favorecen una buena forma de vela.

## Aparejo de vela latina

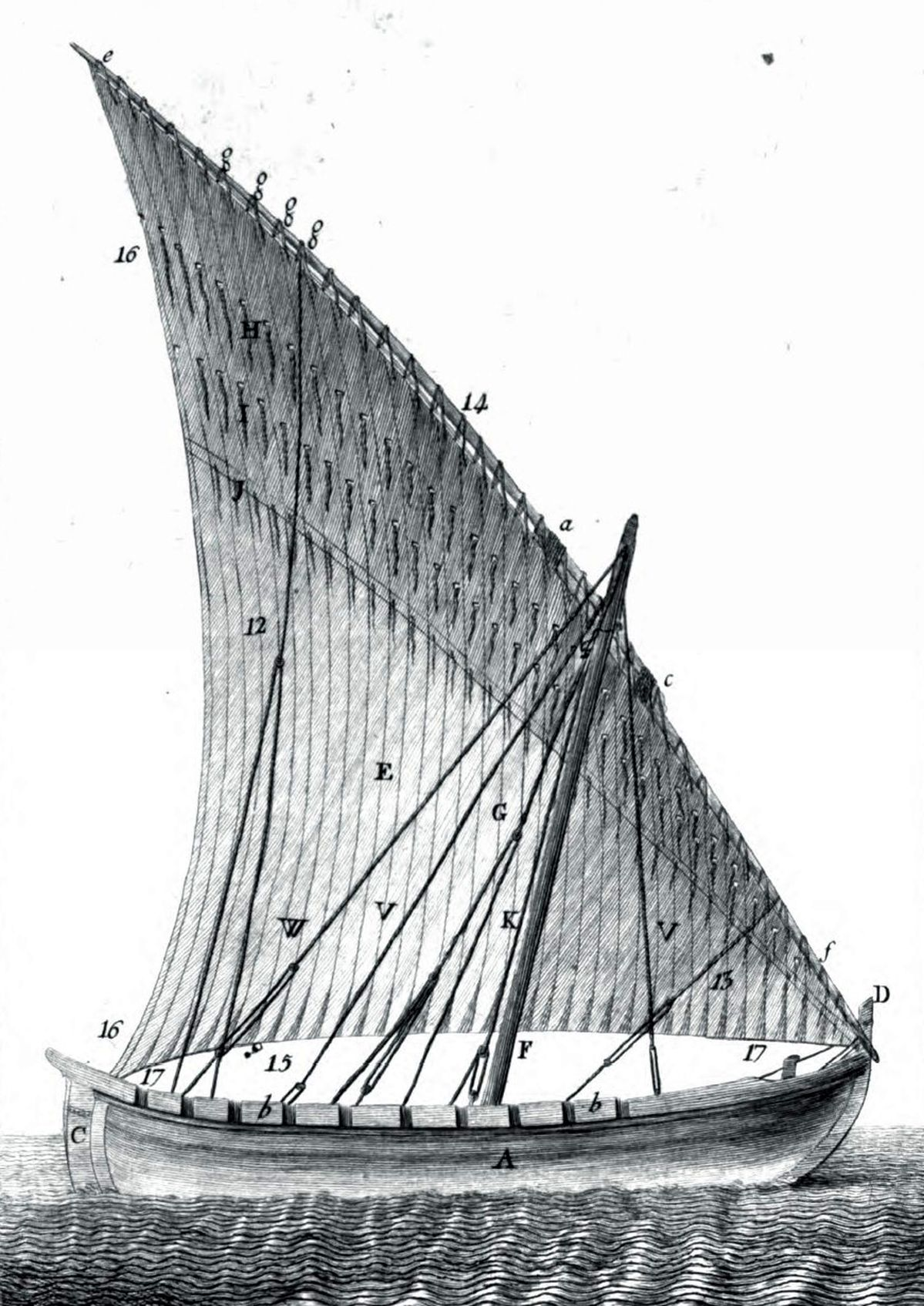
Barca levantina (Sañes Reguart - 1796). Véase la vela con tres fajas de rizos.

Las velas latinas llevan incorporados unos puntos de fijación alternativos que permiten reducir su área. En una vela latina, se suelen instalar en la vela unos pares de ojetes, para poder atar la parte rizada con cordeles en la antena; una barca de mesana o una tartana normalmente tienen dos o tres pares de tiras de ojetes . Estirando estos puntos hacia arriba hasta la antena, se forma un nuevo plegamiento, reduciendo el área de la vela.
Esta maniobra se expresa con la frase "tomar rizos" y su contraria, con la de soltarlos .
Las fajas de rizos y su distribución y construcción han sido descritas en tratados especializados.
Las velas latinas disponían de tres (a veces cuatro) fajas de rizos. Cada faja iba desde el puño del caro hasta el cayente de popa (baluma). Los extremos cercanos al puño del caro eran casi coincidentes. Los extremos de popa quedaban separados en proporción aconsejada por la experiencia. Así (véase la figura) las fajas de rizos formaban un cierto ángulo entre sí y respecto de la antena.
Cada faja de rizos estaba formada por una serie de ojos equidistantes practicados sobre la vela (previamente reforzada con una faja de cáñamo de unos cinco centímetros por cada lado; estas fajas, cintas o galones se fabricaban expresamente). En cada ojo había un badafión (una cuerda delgada) con un nudo sencillo en cada lado, por lo que colgaban dos mitades en cada cara de la vela. La longitud de cada badafión era proporcional al diámetro de la antena: una antena gruesa requería un badafión más largo. La finalidad era de permitir una atada fuerte del trozo de vela plegado en torno a la antena. Típicamente se empleaba un nudo plano.

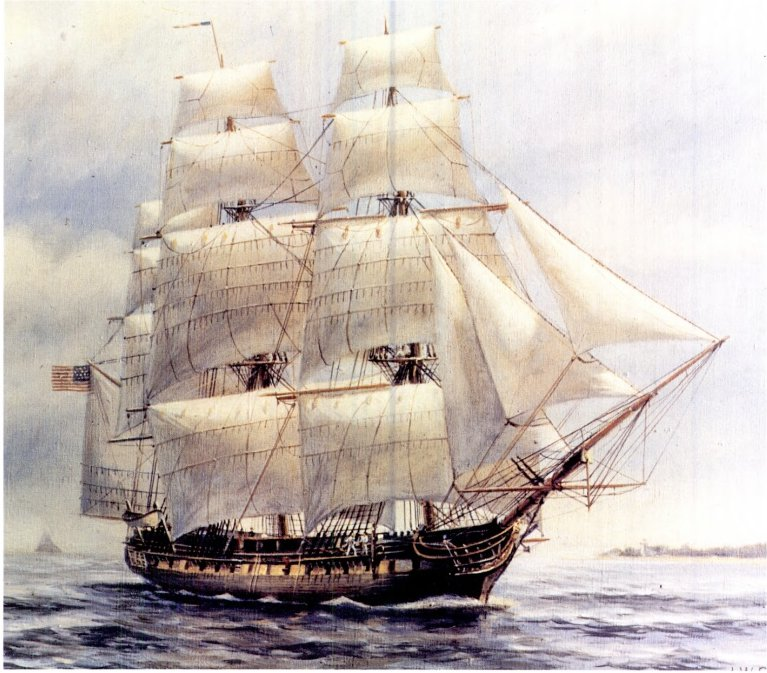
Fragata del siglo XVIII con aparejo redondo, que muestra los cordeles de rizar.

## Aparejo redondo
Las velas con aparejo cuadrado cuelgan de un esparo, llamado verga . Para poder rizar, la vela se estira hacia arriba y se fija al verga por una de las bandas de rizado que atraviesa horizontalmente la vela. Cada banda de rizado es una tira reforzada con lienzo, que contiene ojos por los que pasan los cordeles de rizado que conectan la vela a la verga . Una vela puede tener varias bandas de rizado para acortar la vela en distintos grados.
Una vela cuadra suele tener varias hileras de rizos, por lo que la zona de la vela puede adaptarse a la fuerza respectiva del viento. En este caso, hablemos del primero, segundo, tercero, etc. "Rios. El primer rizo es el que menos reduce la superficie de la vela y se establece primero cuando aumenta el viento.

## Otros aparejos

Bandas de rizado, mostrando, puntos de rizado (20) y líneas de rizado(21)

Las velas cangrejas también se pueden rizar. En este caso, la vela correspondiente se baja por una pieza en la parte anterior de la vela con un ojete preparado a tal efecto. La "nueva" parte inferior de la vela se puede apretar fuertemente en el puño de escota, en el borde posterior de la vela.     
Para evitar que la parte de vela rizada golpee de ida y vuelta al palo, se ata libremente al árbol con varias líneas, las cintas de rizo, que se unen en una serie de ojillos de rizo. Como alternativa a las correas de rizo, también se puede utilizar una bolsa, que sujeta la vela dentro de ella.